# Platges de Cavalleria
Les platges de Cavalleria, són unes platges relativament amples d'arena torrada. L'espai és accessible per la carretera que duu al cap de Cavalleria, però donada la presència de sistemes dunars fràgils l'accés directe motoritzat no és possible i cal seguir un camí a peu vora 5 o 10 minuts per accedir-hi. S'hi poden trobar restes de construccions militars recents.